# Inule hérissée
Inula hirta
Espèce
Classification phylogénétique
La Inule hérissée (Inula hirta) est une espèce de plante à fleurs du genre Inula et de la famille des Astéracées.

## Description
C'est une plante herbacée vivace.